# Abolghassem Delfi
 (décembre 2021).
Si vous disposez d'ouvrages ou d'articles de référence ou si vous connaissez des sites web de qualité traitant du thème abordé ici, merci de compléter l'article en donnant les références utiles à sa vérifiabilité et en les liant à la section « Notes et références ».
Abolghassem Delfi (en persan : ابوالقاسم دلفی) est un diplomate iranien. Il est notamment ambassadeur d'Iran en France entre 2017 et 2019.